# Franca Bettoia
Franca Bettoia (* 14. Mai 1936 in Rom; † 13. September 2024 ebenda) war eine italienische Schauspielerin.

## Leben
Die in eine angesehene römische Familie geborene Bettoia besuchte das Kunstgymnasium und studierte anschließend Klassischen Tanz am „Teatro dell’Opera“, wobei sie in ihrer Freizeit in zwei Filmen kleinere Rollen übernahm, darunter ihr Spielfilmdebüt 1955 in Siro Marcellinis Un palco all’opera. Als vielversprechendes Talent der italienischen Kinolandschaft konnte Bettoia einige Jahre in erfolgreichen und halbwegs anspruchsvollen (und auch in französischen) Filmen reüssieren: Zwei Jahre nach ihrem Debüt spielte sie in der italienisch-spanischen Koproduktion Der Sohn des Scheik an der Seite von Ricardo Montalbán, Carmen Sevilla und Gino Cervi. Durch den Regisseur Pietro Germi erhielt sie die Gelegenheit, in dessen L’uomo di paglia die Hauptrolle einer äußerst sensiblen und zerbrechlichen jungen Frau zu spielen, was zu ihrem Durchbruch führte; wiederum zwei Jahre später spielte sie neben Macha Méril in der italienisch-französischen Koproduktion La main chaude. Im selben Jahr war sie neben Anita Ekberg im Kriegsfilm Die Hölle am gelben Fluß zu sehen. 1961 hatte sie neben Alan Ladd die weibliche Hauptrolle in Terence Youngs Sandalenfilm Die verlorene Legion. Mit ihrem süßen Mädchen in Alfredo Giannettis Giorno per giorno disperatamente im Jahr 1961 begann ihr Stern in der Masse der in den 1960er Jahren produzierten pseudo-mythologischen Stoffen und Abenteuerfilmen unterzugehen. 1964 spielte sie an der Seite von Vincent Price in der ersten Filmadaption von Richard Mathesons Roman I Am Legend, der später als Der Omega-Mann und I Am Legend sehr viel erfolgreicher verfilmt wurde. Danach spielte sie Prinzessin Samoa in zwei auf der Romanfigur Sandokan von Emilio Salgari basierenden Abenteuerfilmen. In der 1967 veröffentlichten italienischen Filmkomödie Il fischio al naso spielte sie die Geliebte von Hauptdarsteller Ugo Tognazzi, der bei dem Film auch als Regisseur und Filmproduzent tätig war. Im selben Jahr gebar sie Tognazzi ihr erstes gemeinsames Kind, Gianmarco. Erst 1972, nach der Geburt der gemeinsamen Tochter Maria Sole Tognazzi heirateten sie, die Ehe bestand bis zu Tognazzis Tod 1990. Während ihrer Ehe drehte Bettoia nur einen einzigen Film, Berühre nicht die weiße Frau, in welchem auch ihr Mann mitwirkte. Ihren letzten Filmauftritt hatte sie 1993 im Actionfilm Teste rasate, in dem ihr Sohn Gianmarco Tognazzi die Hauptrolle spielte.
Bettoia starb im September 2024 mit 88 Jahren in Rom.

## Filmografie
- 1955: Un palco all’opera
- 1957: Der Sohn des Scheik (Los amantes del desierto)
- 1957: La trovatella di Pompei
- 1958: Die Versuchung (L’uomo di paglia)
- 1959: Die Nächte sind voller Gefahren (Le notti dei Teddy Boys)
- 1960: Die Hölle am gelben Fluß (Apocalisse sul fiume giallo)
- 1960: Opfergang einer Nonne (Le dialogue des Carmélites)
- 1961: Die verlorene Legion (Orazi e Curiazi)
- 1961: Tag für Tag Verzweiflung (Giorno per giorno disperatamente)
- 1962: Die Normannen (I normanni)
- 1963: Der Löwe von San Marco (Il leone di San Marco)
- 1964: The Last Man on Earth
- 1964: Die Rache des Sandokan (Sandokan alla riscossa)
- 1964: Sandokan und der Leopard (Sandokan contro il leopardo di Sarawak)
- 1968: Riusciranno i nostri eroi a ritrovare l’amico misteriosamente scomparso in Africa?
- 1974: Berühre nicht die weiße Frau (Touche pas à la femme blanche)
- 1993: Teste rasate